# Denis McQuail
Denis McQuail (ur. 12 kwietnia 1935 w Londynie, zm. 25 czerwca 2017) – brytyjski wykładowca i twórca teorii w dziedzinie komunikowania politycznego i komunikowania masowego. 

## Życiorys
Od 1968 napisał kilkanaście książek dotyczących środków masowego przekazu. Najbardziej znany jest jego wkład w edukację społeczeństwa dotyczącą teorii komunikacji
W 2006 The Amsterdam School of Communication Research (ASCoR) ustanowiła coroczną nagrodę imienia McQuail'a za najlepszy artykuł naukowy dotyczący teorii komunikacji.

## Wybrane publikacje
- Teoria komunikacji masowej, Sage, 2010